# NGC 1120
NGC 1120 (również IC 261 lub PGC 10664) – galaktyka soczewkowata (S0-), znajdująca się w gwiazdozbiorze Erydanu. Odkrył ją Francis Leavenworth 1 stycznia 1886 roku. Pozycja podana przez niego nie była dokładna, lecz wykonany przez niego szkic pozwolił jednoznacznie zidentyfikować tę galaktykę. Mimo to w niektórych katalogach i bazach obiektów astronomicznych jako NGC 1120 identyfikowana jest sąsiednia galaktyka MCG-03-08-030.
W galaktyce NGC 1120 zaobserwowano supernową SN 2010he.